# Distretto di Cañazas
Il distretto di Cañazas è un distretto di Panama nella provincia di Veraguas con 16.830 abitanti al censimento 2010

## Geografia antropica

### Suddivisioni amministrative
Il distretto è suddiviso in otto comuni (‘‘corregimientos’’):
- Cañazas
- Cerro de Plata
- El Picador
- Los Valles
- San José
- San Marcelo
- El Aromillo
- Las Cruces